# Wyłudy (województwo podlaskie)
Wyłudy – wieś w Polsce położona w województwie podlaskim, w powiecie sokólskim, w gminie Korycin.
Wieś leśnictwa sokólskiego w ekonomii grodzieńskiej w drugiej połowie XVII wieku. Wieś królewska ekonomii grodzieńskiej położona była w końcu XVIII wieku  w powiecie grodzieńskim województwa trockiego. W latach 1975–1998 miejscowość należała administracyjnie do województwa białostockiego.
Wieś założona w XVII w. w czasie kolonizacji Puszczy Kuźnickiej. Nazwa prawdopodobnie od Wyłuda - imię lub nazwisko osadnika. W okresie międzywojennym Wyłudy i Wyłudki uchodziły za wsie bogate, o wysokiej kulturze rolnej. 
Przy drodze w stronę Zabrodzia po lewej stronie znajduje się krzyż wotywny.
Wierni kościoła rzymskokatolickiego należą do parafii Znalezienia i Podwyższenia Krzyża Świętego w Korycinie.